# District de Mandsaur
Le district de Mandsaur  (hindi : मंदसौर जिला) est un district  de l'état du Madhya Pradesh, en Inde,

## Géographie
Au recensement de 2011, sa population compte 1 339 832 habitants.
Son chef-lieu est la ville de Mandsaur. 